# Bitva na Dagorladu
Bitva na Dagorladu byla největší bitvou druhého věku ve fiktivním světě J.R.R. Tolkiena Středozemi. V roce 3434 D. v. se v ní na pláni Dagorlad u severozápadních hranic země Mordor střetla vojska Posledního spojenectví elfů a lidí vedená Elendilem a Gil-galadem s vojskem skřetů a dalších služebníků Temného pána Saurona. Armády Posledního spojenectví v ní zvítězily a získaly tak možnost k útoku na Sauronovu pevnost Barad-dûr.

## Události předcházející bitvě
Když v roce 3429 D. v. Sauron napadnul Gondor a jeho vojáci se zmocnili Minas Ithil, uvědomili si lidé a elfové, že Temný pán je všechny jednoho po druhém porazí, pokud proti němu neuzavřou spojenectví. Poslední velekrál Noldor Gil-galad a král Arnoru Elendil proto v roce 3430 uzavřeli Poslední spojenectví elfů a lidí. Na stranu spojencům se postupně přidali elfové z Lórinandu a Velkého zeleného hvozdu a také trpaslíci z Khazad-dûm. V roce 3434 když byly armády připraveny, vyrazili spojenci vstříc Mordoru. Sauron, jehož vojska se rozpínala na jižním okraji Rhovanionu, začal před postupujícími elfy a Dúnadany stahovat své oddíly zpátky do své opevněné země. Při ústupu zničili služebníci Temného pána úrodnou zemi entek, která byla později známa jako Hnědé země. Spojenci nakonec stanuli nedaleko Černé brány na pláni Dagorlad, kde se jim postavilo Sauronovo vojsko. Armáda Temného pána byla složena ze skřetů, Východňanů, Haradských a Černých Númenorejců.

## Průběh bitvy
Tolkien se o průběhu bitvy na Dagorladu ve svém díle nijak podrobně nezmiňuje. Je uvedeno, že slaběji ozbrojení elfové z Velkého zeleného hvozdu a Lórinandu vedeni svými pány Oropherem a Amdírem, měli v bitvě obrovské potíže a byli skřety zatlačeni do Mrtvých močálů, kde zemřela více než polovina těchto elfů včetně Amdíra. I přes těžké ztráty však nakonec spojenci nad přesilou Sauronových sluhů zvítězili.

## Důsledky
Vítězství umožnilo spojencům postupovat hlouběji do Sauronovy říše. Elfové a lidé rozbořili Morannon a pronikli až k Barad-dûr, kterou následně sedm let obléhali. Nakonec byl Sauron přemožen Elendilem a Gil-galadem, kteří ovšem v souboji také zahynuli. Elendilův syn Isildur pak Temnému pánovi usekl prst s Vládnoucím prstenem a přivlastnil si jej. Sauron byl poražen a druhý věk tak skončil.

## Adaptace
V sindarštině název Dagorlad znamená bitevní pláň. Ve filmové trilogii Pán prstenů je jméno tohoto místa zkomoleno na různých mapách na Dagorland.